# Helicopsyche eurynoe
Helicopsyche eurynoe är en nattsländeart som beskrevs av Schmid 1993. Helicopsyche eurynoe ingår i släktet Helicopsyche och familjen Helicopsychidae. Inga underarter finns listade i Catalogue of Life.